# 클라우디우스
클라우디우스(Claudius)는 로마 제국의 제4대 황제(기원전 10년 8월 1일 - 54년 10월 13일)이다. 마르쿠스 안토니우스의 손자이며, 아우구스투스의 아내 리비아 드루실라의 손자이기도 하며, 티베리우스의 조카이기도 하다. 전임 칼리굴라 황제의 친삼촌이기도 하다. 율리우스-클라우디우스 왕조에 속한다.

## 생애

### 즉위 이전
로마의 장군 네로 클라우디우스 드루수스와 소(小)안토니아 사이에 아들로 태어났다. 아버지 드루수스나 형 게르마니쿠스와는 달리 그는 원래부터 병약하고, 말을 더듬고 한쪽 발을 질질 끄는 버릇 때문에 황실 안에서는 제대로 평가받지 못했지만, 형인 게르마니쿠스가 그를 배려해 주었고, 클라우디우스의 역사에 대한 재능과 흥미를 찾아낸 역사가 리비우스의 영향으로 에트루리아나 카르타고의 역사를 저술하여 역사가로서의 측면을 갖게 되었다.

### 즉위
칼리굴라가 황제로 즉위한 후, 원로원에 의해 칼리굴라와 함께 집정관으로 취임하는 명예를 안게 되었다. 41년 1월 24일 칼리굴라가 암살되자 1월 25일 황제가 되었다. 즉위에 임하기 전에 로마 원로원의 승인을 받았지만, 실질적으로는 근위군단의 군사력에 의해 즉위한 것인지라, 이후 군사력이 로마 황제를 결정하는 군인황제 시대의 최초의 예가 되었다.
교양을 갖춘 역사가였던 그는 지혜로운 정책으로 로마에 대한 저항이 극렬했던 유대의 통치 문제 등을 해결하였지만, 시민들로부터의 인기는 낮았다. 클라우디우스는 갈리아인이나 아니우니족 출신의 해방 노예 등을 등용하여 다양한 행정 분야를 감독할 권한을 부여했다. 이것은 비(非)원로원 의원의 정치 참여를 증대하여, 황제에게의 권력 집중이나 관료제의 발달로 이어졌다.
45년에 이탈리아의 유대인들을 강제추방하는 반유대주의정책을 실시하여 약 2만 5천 명의 유대인들이 그리스의 코린토스로 이주하였다. 54년 독버섯에 중독되어 사망했다고 하지만, 4번째 아내이자 다음 황제인 네로의 어머니인 소 아그리피나에게 암살되었다는 설이 유력시되고 있다.

## 관련 작품
- 로버트 그레이브스 《나는 황제 클라우디우스다》(전3권, 오준호 역, 민음사, 2007년)

## 같이 보기
- 나자렛 칙령
- 로마 황제 연대표